# Jaxa de Copnic
Jaxa de Copnic (fl. XII secolo), principe slavo e capo della tribù degli Sprevani, fu l'avversario di Alberto I di Brandeburgo per la creazione della Marca di Brandeburgo nel 1157.
La leggenda della sua fuga viene mantenuta attraverso un monumento sulla penisola di Schildhorn, sul fiume Havel.